# Мезембрин
Мезембрин (Месембрин) — алкалоид, содержащийся в Sceletium tortuosum. Мезембрин действует как ингибитор обратного захвата серотонина и как ингибитор фосфодиэстеразы 4 (PDE4). Таким образом, мезембрин может участвовать в механизмах антидепрессивного эффекта канны. Природной формой является левовращающий изомер (−)-мезембрин.
Исследования на крысах показали потенциал экстракта канны в качестве обезболивающего и антидепрессанта. Токсикологическое исследование на крысах не выявило побочных эффектов приёма коммерческой формы мезембрина.

## Полный синтез
Мезембрин впервые был выделен и описан в 1957 году. Из-за своей особой структуры и биологической активности, мезембрин был одним из самых интересных объектов в синтетической органической химии в течение последних 40 лет. Более 40 вариантов полного синтеза было предложено для мезембрина, большинство из которых сосредоточено на разных подходах и стратегиях построения бициклической системы и четвертичного углерода.
Первый полный синтез мезембрина был предложен в 1965 году. Этот способ состоит из 21 шага, что является одним из самых длинных путей синтеза мезембрина.
В 1971 году был предложен первый асимметричный полный синтез (+)-мезембрина. Четвертичный углерод был введён путём асимметричного аннелирования по Робинсону, опосредованного с помощью L-пролина.